# Норт, Михаэль
Михаэль Норт (нем. Michael North; род. 29 мая 1954 года, Гиссен) — немецкий историк, славист, преподаватель кафедры истории нового времени философского факультета Грайфсвальдского университета.

## Биография
В Гиссене изучал восточноевропейскую историю и славистику, в 1979 получил степень кандидата наук, защитив диссертацию на тему «Административно-хозяйственная деятельность Остероде и Солдау. Сравнительные исследования на примере Герцогства Пруссии во второй половине XVI — первой половине XVII века» (Die Amtswirtschaften von Osterode und Soldau. Vergleichende Untersuchungen am Beispiel des Herzogtums Preußen in der zweiten Hälfte des 16. und in der ersten Hälfte des 17. Jahrhunderts).
Занимался научной работой в музеях Гамбурга и Киля. Был приглашён на работу в университеты Гамбурга, Киля, Билефельда и Ростока. В 1988 году защитил докторскую диссертацию на тему «Денежное обращение и экономическая конъюнктура в южнобалтийских землях на подходе к новому времени (1440—1570)» (Geldumlauf und Wirtschaftskonjunktur im südlichen Ostseeraum an der Wende zur Neuzeit (1440—1570)). С 1995 года Михаэль Норт занимает кафедру истории нового времени Грайфсвальдского университета. В 2006—2007 — продекан философского факультета. В 2007-2010 — проректор. Является членом Немецкого научно-исследовательского сообщества и некоторых университетских комиссий Германии.

## Научная деятельность
Основными темами исследований учёного в рамках общеевропейской истории являются история Нидерландов (Geschichte der Niederlande. 3., durchgesehene und aktualisierte Auflage, München 2008), история Прибалтики (докторская диссертация, Das Ende des Alten Reiches im Ostseeraum. Wahrnehmungen und Transformationen. Köln u.a. 2008), история денег и банков (Kleine Geschichte des Geldes. Vom Mittelalter bis heute. München 2009; Geldumlauf, Währungssysteme und Zahlungsverkehr in Nordwesteuropa 1300—1800. Beiträge zur Geldgeschichte der späten Hansezeit. Köln u.a. 1989), информация и коммуникации в истории (Kommunikationsrevolutionen. Die neuen Medien des 16. und 19. Jahrhunderts. Köln 2001).